# Munronia humilis
Munronia humilis är en tvåhjärtbladig växtart som först beskrevs av Francisco Manuel Blanco, och fick sitt nu gällande namn av Hermann August Theodor Harms. Munronia humilis ingår i släktet Munronia och familjen Meliaceae. Inga underarter finns listade i Catalogue of Life.